# Galaxia elíptica M110
La galaxia elíptica M110 (conocido también como Objeto Messier 110, Messier 110, M110 o NGC 205) es una galaxia elíptica enana orbitando la galaxia de Andrómeda, y que se halla realmente a una distancia de ella de cerca de 190 000 años luz. Como tal es un miembro del Grupo Local de galaxias. Fue descubierta por Charles Messier el 10 de agosto de 1773 y considerada inicialmente como un miembro de la Nebulosa de Andrómeda. Fue añadida al catálogo Messier en 1966 por Kenneth Glyn Jones.
| M110 junto a la galaxia de Andrómeda |

Caroline Herschel descubrió de manera independiente esta nebulosa el 27 de agosto de 1783 siendo catalogada por su hermano William Herschel el 5 de octubre de 1784 bajo la designación H V.18.
Para un observador terrestre M110 puede observarse al noroeste del bulbo de la galaxia de Andrómeda. M110 está rodeada por un halo de cúmulos globulares pertenecientes a M31, de los cuales siete de ellos aparecen dentro del cuerpo de la galaxia (se aprecian como simples estrellas de magnitudes 14 a 18 en banda V). En el núcleo de la misma se aprecian dos o tres manchas de polvo oscuro.
En su centro se forman nuevas estrellas, habiéndose determinado que esto ha estado ocurriendo desde hace al menos más de 300 millones de años de manera más o menos constante